# Keith Stewartson
Keith Stewartson (20 septembre 1925 - 7 mai 1983) est un mathématicien britannique et membre de la Royal Society .

## Jeunesse
Le plus jeune de trois enfants, Stewartson est le fils d'un boulanger britannique. Il grandit à Billingham, dans le comté de Durham, où il fréquente l'école secondaire de Stockton, et étudie au St Catharine's College de Cambridge en 1942. Il remporte le prix Drury en 1943 pour son travail dans Mathematical Tripos ,.

## Carrière
Après avoir obtenu son diplôme, avec la Seconde Guerre mondiale toujours en cours, Stewartson commence à travailler au ministère de la Production aéronautique. Pendant son séjour là-bas, il étudie les problèmes d'écoulement de fluide compressible. Après la guerre, il retourne à Cambridge et reçoit le prix Mayhew en 1946. Il reprend ses recherches sous la direction de Leslie Howarth sur la théorie de la couche limite. Ses recherches aboutissent à sa première publication, "Couches limites incompressibles et compressibles corrélées", qui est publiée par la Royal Society en 1949. Il obtient son doctorat la même année et devient chargé de cours à l'Université de Bristol en 1950. En 1953, il se rend aux États-Unis pour devenir maître de conférences au California Institute of Technology pendant un an avant de retourner à l'Université de Bristol. En 1958, il obtient une chaire à l'Université de Durham. Après avoir trouvé l'Université de Durham trop conservatrice, il part à l'University College de Londres en 1964. Pendant son séjour là-bas, il étudie les écoulements de fluides rotatifs, les couches de cisaillement, la magnétohydrodynamique, la théorie du triple pont et le nombre de Reynolds. Il joue un rôle majeur dans la fondation de l'Institute of Mathematics and its Applications avec Michael James Lighthill . Au cours de sa carrière, il est l'auteur de 186 articles . Il est l'auteur de la Théorie des couches limites laminaires dans les fluides compressibles.
Les couches limites de convection naturelle le long de la plaque horizontale, également connues sous le nom de convection indirecte, sont expliquées pour la première fois par Stewartson en 1958 .

## Vie privée
Stewartson est connu comme un rameur passionné et aime le théâtre et l'opéra. En 1950, il épouse Jean Forrester; ils ont trois enfants. En 1965, il devient membre de la Royal Society. En 1974, il est victime d'une crise cardiaque dont il se remet, avant d'en subir une suivante en 1983 qui l'a hospitalisé . Deux semaines plus tard, il a une troisième crise cardiaque qui lui est fatale .